# CSS David
Le CSS David était une vedette lance-torpilles de l'époque de la guerre de Sécession. Le 5 octobre 1863, il réussit partiellement une attaque contre l'USS New Ironsides, puis participa au blocus de Charleston, en Caroline du Sud.

## La construction
Conçu par Saint Julien Ravenel, le David a été construite à l'aide de capitaux privés par T. Stoney à Charleston, en Caroline du Sud, en 1863, et a été mis sous le contrôle de la Confederate States Navy. Finalement, plus de vingt navires torpilleurs de ce modèle ont été construits et exploités par la CSN. Le bateau en forme de cigare transportait une charge explosive de dimensions 32 par 10 pouces (81 × 25 cm) et d'un poids de 134 livres (environ 60 kilogrammes) de poudre, située à l'extrémité d'une poutre en saillie à l'avant. Le CSS David fut exploité comme un semi-submersible : l'eau était mise dans les citernes de ballast, de sorte que seules la tour conique à toit ouvert et la cheminée de la chaudière apparaissaient au-dessus de l'eau. Conçue pour fonctionner à un très bas niveau dans l'eau, le David ressemblait en général à un sous-marin ; il demeurait au sens strict, cependant, un navire de surface. Exploité lors des nuits noires et en utilisant du charbon anthracite (qui brûle sans fumée), le David était presque aussi difficile à voir qu'un vrai sous-marin.[réf. nécessaire]

## Attaque sur l'USSNew Ironsides

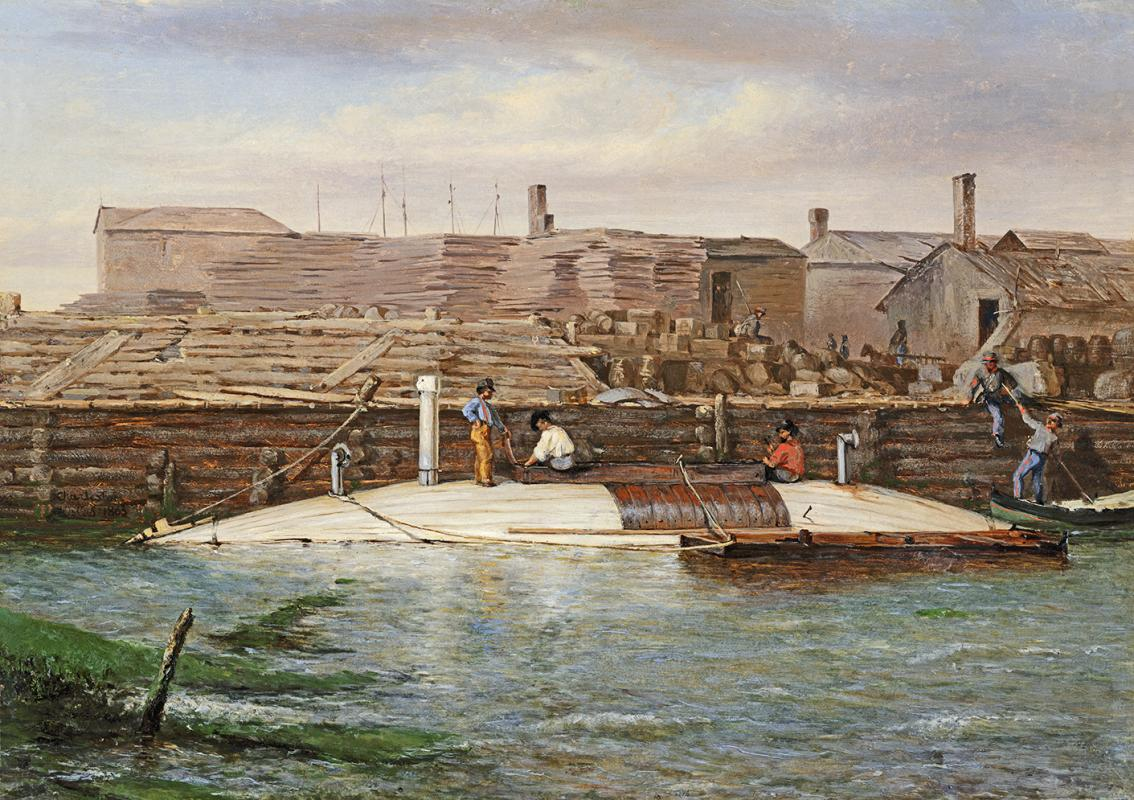
Le torpilleur David à Charleston Dock, Oct. 25, 1863 par Conrad Wise Chapman

Dans la nuit du 5 octobre 1863, le David, commandé par le Lieutenant William T. Glassell, de la CSN, quitta le Port de Charleston à l'attaque du  cuirassé casematé à vapeur l'USS New Ironsides. Le torpilleur approcha inaperçu jusqu'à ce qu'il fut à moins de 50 mètres du blocus. Averti par le vigile à bord du New Ironsides, Glassell répondit par un tir de fusil et le David plongea en avant pour attaquer. Sa torpille perche explosa sous la partie à tribord du cuirassé, en projetant vers le haut une colonne d'eau qui retomba sur le navire confédéré et éteignit sa chaudière. Son moteur arrêté, le David s'accrocha sous le New Ironsides, tandis que des armes à feu légères du navire de l'Union tirèrent dans l'eau autour du navire torpilleur.
Croyant que leur navire était en train de couler, Glassell et deux autres membres de l'équipage l'abandonnèrent ; le pilote, Walker Cannon, qui ne savait pas nager, resta à bord. Un peu plus tard, l'ingénieur assistant J. H. Tomb revint à la nage et monta à bord. Ravivant les feux, Tomb réussit à refaire fonctionner les moteurs du David, et avec Cannon aux commandes, la vedette lance-torpilles rebroussa chemin pour se mettre en sécurité. Glassell et le matelot James Sullivan, responsables des machines du David, furent capturés. Le New Ironsides, bien que non coulé, fut endommagé par l'explosion. Les victimes de l'US Navy furent le sous-officier C. W. Howard (mort d'une blessure par balle), le marin William L. Knox (jambes cassées) et le maître d'armes, Thomas Little (contusions).

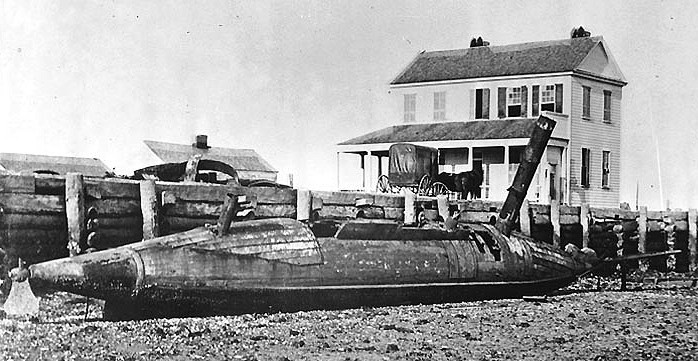
Photographie d'un navire torpille de la classe David (éventuellement le CSS David lui-même), prise après la chute de Charleston en 1865

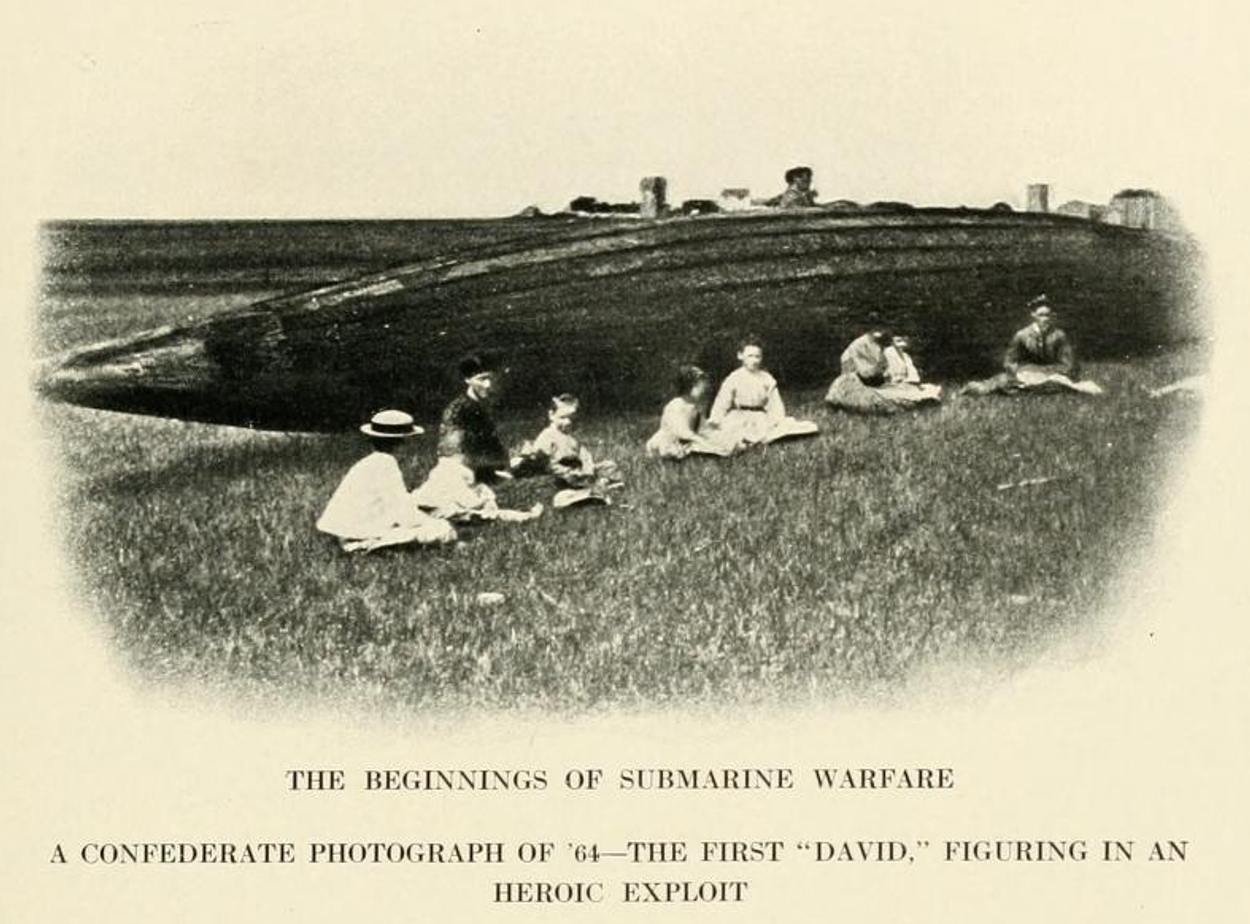
L'épave du CSS David

Peu d'informations sont disponibles sur les 4 mois suivants d'existence du David. Lui ou d'autres torpilleurs tentèrent d'autres attaques contre les navires du blocus de l'Union ; les rapports de plusieurs navires indiquent trois tentatives, toutes infructueuses, pendant le reste du mois d'octobre 1863. Le 6 mars 1864, le David attaqua l'USS Memphis dans le fleuve Edisto. Le torpilleur frappa le navire du blocus d'abord sur la hanche bâbord, mais la torpille n'explosa pas. Le Memphis glissa sa chaîne, tout en tirant sans succès sur le David avec des armes légères. Changeant de cap, le torpilleur frappa à nouveau le Memphis, cette fois-ci d'un coup oblique sur la hanche tribord ; à nouveau la torpille n'explosa pas. Le Memphis ayant entre-temps commencé à utiliser ses canons lourds, le David, après avoir perdu une partie de sa cheminée lors d'un choc, battit en retraite dans le fleuve pour être hors de portée. Le Memphis, indemne, reprit sa position dans le blocus.
La dernière action confirmée du David survint le 18 avril 1864, lorsqu'il essaya de couler la frégate à hélices USS Wabash. Les vigiles à bord détectèrent le David à temps pour permettre à la frégate de glisser sa chaîne, d'éviter l'attaque et d'ouvrir le feu sur le navire torpille. Aucun des deux camps ne subit de dommage.
Le sort final du David est incertain. Plusieurs torpilleurs de ce type tombèrent aux mains de l'Union quand Charleston fut capturée en février 1865. Le David pourrait bien avoir été parmi eux.

## Les épaves découvertes
Le 20 janvier 1998, le Dr E. Lee Spence, archéologue subaquatique, mena une expédition de la Sea Recherche Society, financée par le philanthrope Stanley M. Fulton, afin de trouver les restes de deux navires torpilleurs confédérés apparaissant sur diverses photos prises peu de temps après la chute de Charleston. La théorie de Spence était que les deux navires avaient été abandonnés où ils se trouvaient et ont été simplement ensevelis quand la ville s'est étendue. Spence utilisa les maisons apparaissant dans les photos et existant encore, pour trianguler l'endroit où ils pourraient être. À l'aide d'un radar à pénétration de sol, exploité par Claude E. « Pete » Petrone du National Geographic, l'expédition localisa deux anomalies radar conformes à ce qui serait attendu de deux épaves. Les anomalies ayant été repérées sous l'actuelle rue Tradd, aucune excavation ne fut entreprise. Une lettre écrite après la guerre par David C. Ebaugh, qui a supervisé la construction du David, le décrivit comme ayant été abandonné sur ce qui était alors le pied de la rue Tradd.

## Dans la culture populaire
- Le David, collection Les Tuniques bleues (album 19), par Lambil et Cauvin, Dupuis.